# Rut Brandt

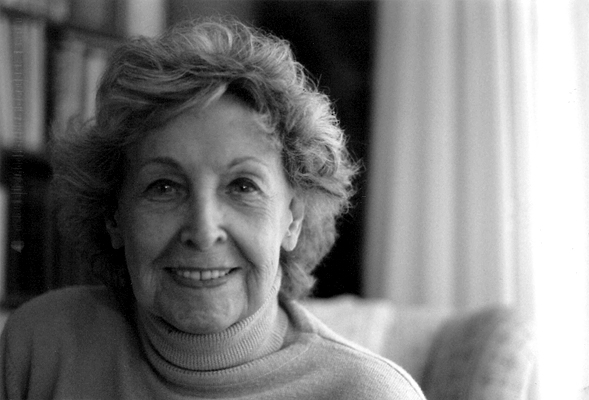
Rut Brandt

Rut Brandt (Hamar, 10 januari 1920 - Berlijn, 28 juli 2006), geboren als Rut Hansen, was een Noorse verzetsstrijdster en de tweede vrouw van de Duitse bondskanselier Willy Brandt.

## Jeugd en Tweede Wereldoorlog
Haar vader, die als privéchauffeur op een landgoed werkzaam was, stierf toen Rut drie jaar oud was. Na de dood van de vader moest haar moeder, die ze later als "socialiste" en "christene" beschreef, alleen voor Rut en haar drie zusters zorgen.
Na haar schooltijd begon Rut als 15-jarige te werken in een bakkerij, daarna werkte ze als meid en ten slotte als kleermakersleerlinge. Op 16-jarige leeftijd sloot ze zich bij een socialistische jeugdbeweging aan, die tijdens de Tweede Wereldoorlog in het door Duitsland bezette Noorwegen tegen de bezettingsmacht actief was. Nadat de weerstandsgroep in 1942 ontdekt werd en de leden voor illegale activiteiten opgespoord werden, vluchtte ze met haar zusters naar het neutrale Zweden.
In Zweden huwde ze haar Noorse vriend, Ole Olstadt Bergaust, een spoorwegarbeider die ook in het verzet actief geweest was, eveneens naar Zweden gevlucht was en in Stockholm werk gevonden had in het persbureau van de Noorse ambassade. Ole Bergaust stierf in 1946 aan de gevolgen van een longziekte.

## Huwelijk met Willy Brandt
In 1944 leerde ze de uit Lübeck geëmigreerde Willy Brandt kennen, die al lang in Noorwegen tegen het Duitse naziregime ageerde, en in 1940 bij de Duitse inval eveneens naar Zweden gevlucht was. Hoewel zij nog met de zieke Bergaust en Brandt nog met zijn eerste vrouw Carlotta gehuwd waren, ontwikkelde hun relatie zich tot een vaste betrekking. In 1947 volgde ze Brandt naar Berlijn, waar hij werkzaam werd op de militaire missie bij de Noorse ambassade, en waar zij als secretaresse werkzaam kon worden.
Na Brandts scheiding in 1948 trouwden ze nog in dat jaar, een huwelijk dat 32 jaar zou duren. Uit het huwelijk sproten drie zonen: Peter (1948), Lars (1951) en Matthias Brandt (1961).
Rut Brandt hield zich aan de "klassieke opgaven" van een politicusvrouw. Toch zijn politieke waarnemers het er over eens dat Rut daarbij meer was dan alleen maar de vrouw aan Willy Brandts zijde. Zij bleef voornamelijk zichzelf, zorgde voor de opvoeding van de kinderen en genoot onder het volk een grote populariteit. Als Willy Brandt vereerd werd, dan werd zij geliefd. Met charme, noblesse, haar Scandinavische frisheid en een afkeer van belangrijk doen won ze de harten van de mensen, eerst in Berlijn, (waar Brandt burgemeester was), daarna tijdens Brandts tijd als minister van buitenlandse zaken en later kanselier in de hele Bondsrepubliek. Rut bezorgde Willy Brandt door haar open en communicatieve aard veel sympathie en fungeerde meer dan eens als spreekbuis voor haar man. De beelden van de modern-sympathieke leidersparen Kennedy en Brandt in Berlijn, samen met de al oudere kanselier Konrad Adenauer, gingen de wereld rond.

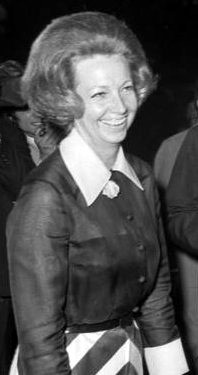
Rut Brandt (1970)

Ze nam deel aan de belangrijkste mijlpalen van Willy Brandts politiek carrière. Zo zat ze, samen met Walter en Mildred Scheel in het restaurant naast de plenaire zaal van het parlement in Bonn toen het "konstructive Misstrauensvotum" tegen Brandt in het parlement niet de voldoende meerderheid kreeg. Ook de ondergang van Brandt als kanselier beleefde ze van nabij: de Stasi-spion Günter Guillaume had de familie bijna altijd als "goede vriend" op reizen en vakantie begeleid. Toen Brandt meer en meer luidop over zijn aftreden begon na te denken hield zij hem niet tegen. Dit nam Brandt haar later kwalijk, en hij verweet haar zelfs met haar houding voor zijn aftreden verantwoordelijk geweest te zijn. In de jaren na Brandts aftreden leefde het paar gescheiden.
Rut had zeker geen gemakkelijk huwelijk. Brandts affaires waren haar bekend en ze kende de namen van de meeste minnaressen. "Zijn escapades deden me pijn, maar ik heb er me nooit over beklaagd," uitte ze zich later. Toen Brandt in 1979 met zijn latere derde vrouw, de SPD-medewerkster Brigitte Seebacher een relatie begon vroeg Rut de scheiding aan. In een officiële verklaring heette het: "Willy Brandt en zijn vrouw zijn overeengekomen om de gerechtelijke stappen voor de ontbinding van hun huwelijk samen in te zetten". De scheiding vond definitief plaats in 1980, en Rut zou de ex-kanselier op de scheidingsdag voor het laatst gesproken en ontmoet hebben.

## Latere jaren
Rut Brandt bleef actief in het openbare leven van de toenmalige bondshoofdstad Bonn, wat duidelijk maakt dat haar populariteit niet een directe afgeleide was van de maatschappelijke status van Willy Brandt. Ze schreef twee boeken: de autobiografie "Freundesland" (1992) en "Wer an wen sein Herz verlor". Freundesland werd later door de kritiek als "een groothartige biografie van Willy Brandt" geloofd. Toch bleek uit dit boek ook hoe weinig Brandt zijn vrouw en kinderen betrok bij zijn dagelijkse politieke zorgen.
Toen Willy Brandt in 1992 stierf, werd Rut, op wens van zijn derde vrouw Brigitte Seebacher-Brandt, van de officiële plechtigheden en de begrafenis uitgesloten, wat op zeer veel onbegrip onder de bevolking stuitte.
De laatste 20 jaren van haar leven bracht ze samen met haar partner, de Deense journalist Niels Nørlund, door. Kort voor zijn dood in 2004 verhuisde het paar naar een zorgwoning voor ouderen in Berlijn, waar ze in de zomer van 2006 op 86-jarige leeftijd aan de ziekte van Alzheimer overleed.
Als spreuk voor de overlijdensannonce koos de familie een zin van de Noorse Nobelprijswinnaar voor literatuur, dichter en politicus Bjørnstjerne Bjørnson: "Er is genoeg zon, er zijn genoeg akkers. Hadden we maar genoeg liefde."